# Freixo de Numão
Freixo de Numão es una freguesia portuguesa del municipio de Vila Nova de Foz Côa, distrito de Guarda.

## Historia
En el siglo XIV la población se denominaba São Pedro de Fraxino, ya entonces con privilegios de vila, y algunos autores admiten que pueda relacionarse con la Fraxinum romana. Freixo fue sede de concelho desde el siglo XVIII hasta 1853.
Freixo de Numão fue elevada a la categoría administrativa de vila en 1999.
El 28 de enero de 2013 la freguesia de Murça fue suprimida en aplicación de una resolución de la Asamblea de la República de Portugal promulgada el 16 de enero de 2013, al pasar a formar parte de esta freguesia

## Demografía
| Gráfica de evolución demográfica de Freixo de Numão entre 2011 y 2021 |
|                                                                       |
| Datos según el nomenclátor publicado por el INE portugués.            |

## Patrimonio
- Pelourinho de finales del siglo XVIII, símbolo de su antigua categoría concejil.
- Iglesia matriz, templo románico muy dañado por el terremoto de Lisboa de 1755 y remodelado después, en cuyo interior se conservan altares barrocos en talla dorada.
- Casas solariegas de fachada en granito, entra las que destaca A Casa Grande, de espléndida decoración barroca y que incluye una capilla con portada independiente. Actualmente se emplea para actividades culturales.
- Antigua Domus municipalis, que fue más tarde tribunal y cárcel.